# Aleida Guevara
Pour les articles homonymes, voir Guevara.
Aleida Guevara March, née le 24 novembre 1960 à La Havane (Cuba) est la fille aînée de quatre enfants nés de Ernesto « Che » Guevara et de sa seconde épouse Aleida March.
Elle est marxiste et médecin, comme son père. Elle travaille à l'hôpital pour enfants William Soler à La Havane et a également travaillé comme médecin en Angola, en Équateur et au Nicaragua. Elle est interviewée au sujet de la santé dans le monde dans Sicko, un film de Michael Moore.
Elle est également une défenseure des droits humains et pour l'effacement de la dette des pays en voie de développement. Elle est l'auteure du livre Chávez, le Venezuela et la Nouvelle-Amérique latine.

## Influence de son père

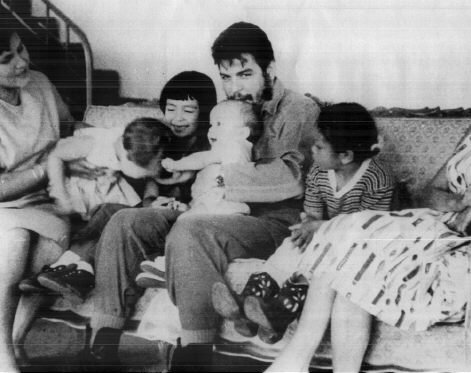
La famille Guevara en 1963.

Bien qu'Aleida n'a que quatre ans et demi lorsque son père quitte Cuba pour fomenter une révolution au Congo, et près de sept ans quand il est exécuté en Bolivie, elle conserve de nombreux souvenirs de lui.
« Les écrits de mon père sont comme ceux de José Martí, les valeurs qu'ils encapsulent sont éternelles. »
— Aleida Guevara
Guevara se réfère à son père comme source d'inspiration. Lors de ses différents discours à travers le monde, elle parle souvent de ses écrits, tout en remarquant qu'elle trouve son journal particulièrement utiles pour leurs « idées politiques et la maturité affective ». Elle a également déclaré qu'elle se retrouve parfois en s'écriant : « Caramba! Si seulement nous avions mis en pratique telle ou telle suggestion, nous serions dans une bien meilleure position aujourd'hui ». En référence à l'utilisation généralisée de son père comme un symbole de rébellion, elle a déclaré que lorsqu'elle voit un enfant qui porte son image dans une manifestation et qui dit « je veux être comme le Che et me battre jusqu'à la victoire finale », cela la remplit de joie.
À propos de l'héritage qu'il en reste, Aleida a déclaré :
« Mon père savait aimer, et c’était bien là la plus belle chose en lui — sa capacité à aimer. Pour être un bon révolutionnaire, vous devez être un romantique. Sa capacité à se donner à la cause des autres a été au centre de ses convictions. Si seulement nous pouvions suivre son exemple, le monde serait un endroit beaucoup plus beau. »
— Aleida Guevara, 